# Südostasienspiele 2019/Eishockey
Bei den 30. Südostasienspielen wurde zum zweiten Mal in der Geschichte der Südostasienspiele ein Eishockeywettbewerb ausgetragen. Das Turnier fand vom 1. bis 8. Dezember 2019 in der Eishalle der SM Mall of Asia in Pasay nahe der philippinischen Hauptstadt Manila statt. Das Herrenturnier wurde wie 2017 mit fünf Teilnehmern gespielt. Der Titelverteidiger waren die Philippinen.
Die Goldmedaille sicherte sich Thailand, die alle ihre Turnierspiele gewannen und im Finale das Team aus Singapur mit 8:0 schlugen. Der Titelverteidiger von den Philippinen musste sich mit dem dritten Rang begnügen.
Insgesamt besuchten 3.185 Zuschauer die 14 Turnierspiele, was einem Schnitt von 227 pro Partie entspricht. Den Titel des Topscorers sicherte sich der Thailänder Ken Kindborn mit 28 Scorerpunkten.
Der geplante Frauenwettbewerb wurde abgesagt, da nur drei Länder Interesse angemeldet hatten.

## Modus
Die fünf Mannschaften spielten im Modus Jeder-gegen-jeden, so dass jede Mannschaft vier Spiele bestritt. Die vier punktbesten Teams qualifizierten sich anschließend für das Halbfinale, wo im K.-o.-System der Turniersieger und die weiteren Plätze ermittelt wurden.

## Austragungsort
| \| Pasay \|                    |
| Austragungsort des Wettbewerbs |
| Pasay                          |

| Pasay |

## Vorrunde
| 1. Dezember 2019 15:00 Uhr (Ortszeit) | 1. Dezember 2019 8:00 Uhr (MEZ) | Indonesien | 0:14 (0:5, 0:5, 0:4) Spielbericht | Thailand | Eishalle SM Mall of Asia, Pasay Zuschauer: 280 |

| 1. Dezember 2019 19:00 Uhr | 1. Dezember 2019 12:00 Uhr | Malaysia | 1:15 (0:4, 1:6, 0:5) Spielbericht | Philippinen | Eishalle SM Mall of Asia, Pasay Zuschauer: 312 |

| 2. Dezember 2019 19:00 Uhr | 2. Dezember 2019 12:00 Uhr | Singapur | 8:2 (3:1, 3:0, 2:1) Spielbericht | Indonesien | Eishalle SM Mall of Asia, Pasay Zuschauer: 218 |

| 3. Dezember 2019 15:00 Uhr | 3. Dezember 2019 8:00 Uhr | Thailand | 16:0 (5:0, 6:0, 6:0) Spielbericht | Malaysia | Eishalle SM Mall of Asia, Pasay Zuschauer: 158 |

| 3. Dezember 2019 19:00 Uhr | 3. Dezember 2019 12:00 Uhr | Philippinen | 5:3 (0:1, 1:0, 4:2) Spielbericht | Singapur | Eishalle SM Mall of Asia, Pasay Zuschauer: 278 |

| 4. Dezember 2019 19:00 Uhr | 4. Dezember 2019 12:00 Uhr | Indonesien | 1:8 (0:2, 1:0, 0:6) Spielbericht | Philippinen | Eishalle SM Mall of Asia, Pasay Zuschauer: 235 |

| 5. Dezember 2019 15:00 Uhr | 5. Dezember 2019 8:00 Uhr | Malaysia | 5:4 (0:0, 4:1, 1:3) Spielbericht | Indonesien | Eishalle SM Mall of Asia, Pasay Zuschauer: 156 |

| 5. Dezember 2019 19:00 Uhr | 5. Dezember 2019 12:00 Uhr | Thailand | 12:2 (4:2, 3:0, 5:0) Spielbericht | Singapur | Eishalle SM Mall of Asia, Pasay Zuschauer: 193 |

| 6. Dezember 2019 15:00 Uhr | 6. Dezember 2019 8:00 Uhr | Singapur | 14:3 (5:0, 5:1, 4:2) Spielbericht | Malaysia | Eishalle SM Mall of Asia, Pasay Zuschauer: 138 |

| 6. Dezember 2019 19:00 Uhr | 6. Dezember 2019 12:00 Uhr | Philippinen | 1:10 (0:3, 1:4, 0:3) Spielbericht | Thailand | Eishalle SM Mall of Asia, Pasay Zuschauer: 298 |

| Pl. |             | Sp | S | OTS | OTN | N | Tore  | Punkte |
| 1.  | Thailand    | 4  | 4 | 0   | 0   | 0 | 52:03 | 12     |
| 2.  | Philippinen | 4  | 3 | 0   | 0   | 1 | 29:15 | 9      |
| 3.  | Singapur    | 4  | 2 | 0   | 0   | 2 | 27:22 | 6      |
| 4.  | Malaysia    | 4  | 1 | 0   | 0   | 3 | 09:49 | 3      |
| 5.  | Indonesien  | 4  | 0 | 0   | 0   | 4 | 07:35 | 0      |

Abkürzungen: Pl. = Platz, Sp = Spiele, S = Siege, OTS = Siege nach Verlängerung (Overtime) oder Penaltyschießen, OTN = Niederlagen nach Verlängerung oder Penaltyschießen, N = Niederlagen

Erläuterungen: Teilnehmer am Halbfinale

## Finalrunde
|  | Halbfinale | Halbfinale  | Halbfinale |                  |  | Finale | Finale      | Finale |
|  |            |             |            |                  |  |        |             |        |
|  |            |             |            |                  |  |        |             |        |
|  | 1          | Thailand    | 15         |                  |  |        |             |        |
|  | 4          | Malaysia    | 0          |                  |  | 1      | Thailand    | 8      |
|  |            |             |            |                  |  | 3      | Singapur    | 0      |
|  |            |             |            |                  |  |        |             |        |
|  |            |             |            | Spiel um Platz 3 |  |        |             |        |
|  | 2          | Philippinen | 3          |                  |  |        |             |        |
|  | 3          | Singapur    | 4          |                  |  | 2      | Philippinen | 17     |
|  |            |             |            |                  |  | 4      | Malaysia    | 1      |
|  |            |             |            |                  |  |        |             |        |

Halbfinale
| 7. Dezember 2019 15:00 Uhr (Ortszeit) | 7. Dezember 2019 8:00 Uhr (MEZ) | Thailand | 15:0 (6:0, 6:0, 3:0) Spielbericht | Malaysia | Eishalle SM Mall of Asia, Pasay Zuschauer: 115 |

| 7. Dezember 2019 19:00 Uhr | 7. Dezember 2019 12:00 Uhr | Philippinen | 3:4 (2:0, 0:2, 1:2) Spielbericht | Singapur | Eishalle SM Mall of Asia, Pasay Zuschauer: 283 |

Spiel um Platz 3
| 8. Dezember 2019 15:00 Uhr | 8. Dezember 2019 8:00 Uhr | Philippinen | 17:1 (4:0, 7:0, 6:1) Spielbericht | Malaysia | Eishalle SM Mall of Asia, Pasay Zuschauer: 278 |

Finale
| 8. Dezember 2019 19:00 Uhr | 8. Dezember 2019 12:00 Uhr | Thailand | 8:0 (3:0, 2:0, 3:0) Spielbericht | Singapur | Eishalle SM Mall of Asia, Pasay |